# Escalivada

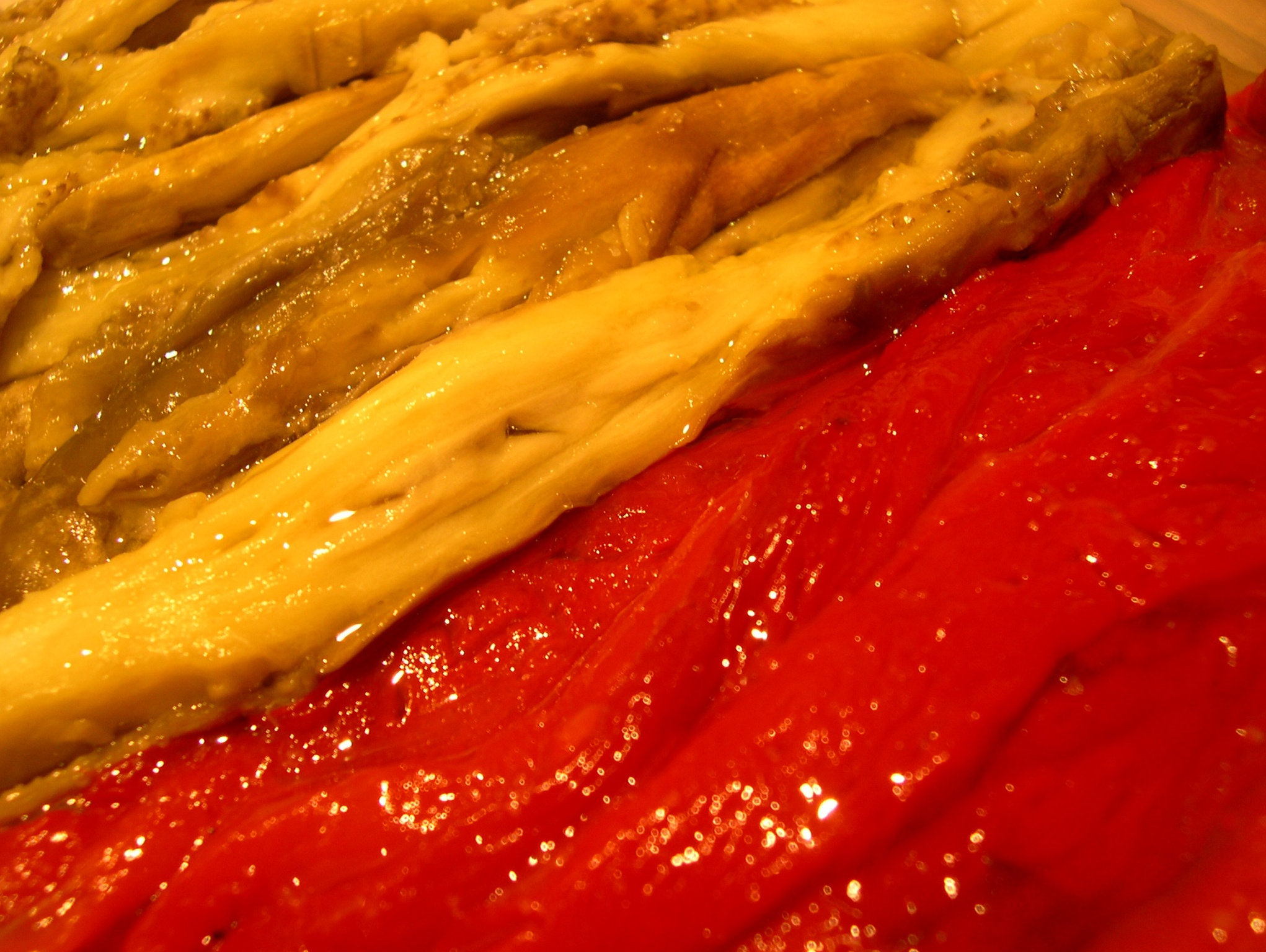
Escalivada

Escalivada is een traditioneel gerecht uit de Catalaanse keuken met paprika, aubergines, ui en soms gegrilde aardappelen of gezouten kabeljauw. In verscheidene Valenciaanse comarcas zoals La Marina en l'Alcoià wordt dit gerecht espencat genoemd. In andere gebieden kent men het beter onder de naam esgarradet, zoals in La Ribera of La Costera, hoewel dit normaal gesproken verwijst naar het gerecht dat escalivada combineert met gezouten kabeljauw (wat in Catalonië op esqueixada lijkt). 
Escalivada wordt als amuse gegeten, soms in combinatie met embotits, een verzamelwoord voor vleeswaren op basis van varkensvlees. Het kan ook bij een hoofdgerecht van vlees worden geserveerd of als beleg op de hartige vorm van coca, een belegd platbrood, dat zowel in zoute als zoete versies bestaat. Als aperitiefhapje is pa amb tomàquet met afwisselend strookjes escalivada en ansjovis een eenvoudige tapa.

## Recept
De groenten worden geroosterd, op de gril, in de oven of op de barbecue. Tegenwoordig is het gebruikelijk om de aardappelen en de uien in aluminiumfolie te wikkelen. Wanneer alle ingrediënten klaar zijn worden ze gepeld, op een groot bord gelegd en gekruid met zout, peper en olie. Vooral bij paprika is het pellen een moeizaam werk, maar het is de moeite waard. Het is aan te raden ze op voorhand klaar te maken.
Escalivada van paprika kan ook gemakkelijk geconserveerd worden in jamglazen met schroefdeksel. Het volstaat de glazen te vullen met de gepelde paprika's in eigen nat (een olieachtige kleverige vloeistof die bij het opensnijden vrijkomt), verder op te vullen met goede olijfolie en een beetje zout, de gevulde glazen  au bain-marie op te warmen tot boven de 75°C en dan de glazen toe te schroeven. Men kan naar believen combinaties met andere groenten maken. Zoals gebruikelijk, daarna koel en donker bewaren.